# Ernst Schreiber (Mediziner)
Ernst Schreiber (* 14. August 1868 in Göttingen; † 5. März 1929 in Magdeburg) war ein deutscher Mediziner und Professor.

## Leben
Ernst Schreiber studierte Medizin an der Georg-August-Universität Göttingen, wo er seit 1891 der Burschenschaft Alemannia Göttingen angehörte, und an der Medizinischen Fakultät am 28. Juni 1894
zum Dr. med. promovierte. Später habilitierte er dort ebenfalls und wurde Privatdozent für Innere Medizin sowie für Haut- und Geschlechtskrankheiten. Im Jahre 1906 wurde er Leiter als Oberarzt der Abteilung für Innere Medizin sowie der 1. Abteilung für Haut- und Geschlechtskrankheiten in der Städtischen Krankenanstalt Altstadt von Magdeburg. Von 1911 bis 1920 war er Direktor der Städtischen Krankenanstalt Sudenburg von Magdeburg. Schreiber gehörte zu den ersten Ärzten in Deutschland, die das Mittel Salvarsan in einer klinischen Studie bei Patienten gegen Syphilis gemeinsam mit seinem Assistenzarzt Alfred Stühmer einsetzte. Die Städtische Krankenanstalt Sudenburg wurde 1920 zum Städtischen Krankenhaus Sudenburg, dessen Ärztlicher Direktor Schreiber bis zu seinem Tode war.
Er war dort zur selben Zeit als Oberarzt auch Leiter der Abteilung für Innere Medizin und der Abteilung für Haut- und Geschlechtskrankheiten. Ebenfalls war er vom 27. April 1926 bis 5. März 1929 Mitglied der Magdeburger Bibliotheksgesellschaft. Auch war er Mitglied der Gesellschaft Deutscher Naturforscher und Ärzte (GDNÄ).

## Werke
- Die Entstehung des Ikterus neonatorum,  Dissertation vom 28. Juni 1894
- Medizinisches Taschenwörterbuch für Mediziner und Juristen, 11. Auflage, Verlag Ludolf Beust Leipzig, Leipzig, 1926
- Medizinisches Taschenbuch, 12. Auflage, Neubearbeitet von H. Aufrecht, Verlag von Gustav Fischer, Leipzig, 1930

## Patente
- Patent  DE182076: Elektrische Beleuchtungseinrichtung. Veröffentlicht am , Anmelder: Ernst Schreiber in Magdeburg und Ernst Ruhstrat in Göttingen.‌